# Pierre Mignot (rugby à XV)
Pour l’article homonyme, voir Pierre Mignot.
Pas d'image ? Cliquez ici

a Compétitions nationales et continentales officielles uniquement.

b Matchs officiels uniquement.
Dernière mise à jour le 12 mars 2020.
Pierre Mignot, né le 13 avril 1996, est un joueur international français de rugby à sept.

## Biographie
Pierre Mignot est le fils de Laurent Mignot qui fut longtemps directeur du centre de formation du CS Bourgoin-Jallieu avant de devenir entraîneur. Il est le petit frère de Xavier Mignot, international français à XV,,.
En octobre 2016, à 20 ans il dispute son premier match en professionnel pour le FC Grenoble en Challenge européen avec son frère Xavier.
Lors de la saison 2020-2021, il est recruté par l'Union Bordeaux Bègles en tant que joker médical.

## Palmarès

### En club
- Championnat de France de Pro D2 :
  - Vice-champion (1) : 2018 avec le FC Grenoble

### Avec les Barbarians
- Vainqueur de l'étape finale du Supersevens en 2021 avec les Barbarians français